# О любви (Стендаль)
«О любви» (фр. De l'amour) — трактат французского писателя Стендаля, впервые опубликованный в 1822 году.

## Содержание
Трактат представляет собой экскурс в сферу исторической психологии. Автор рассказывает о чувстве любви в разные эпохи, выделяя четыре его основных разновидности. Это любовь-страсть, любовь-влечение, физическая любовь и любовь-тщеславие; при этом физическая любовь может стать компонентой любой из трёх других разновидностей.

## Восприятие
«О любви» относится к раннему периоду творчества Стендаля. Этот трактат был опубликован в 1822 году, когда его автор ещё не начал писать художественную прозу, и остался незамеченным публикой и критиками. Литературоведы последующих эпох констатируют, что это произведение стало «прологом к романному творчеству» Стендаля, обосновывающим ряд мотивов, ключевых для «Красного и чёрного», «Пармской обители» и др.